# Франко Мастантуоно
Франко Мастантуоно (ісп. Franco Mastantuono, нар. 14 серпня 2007, Асуль) — аргентинський футболіст, півзахисник клубу «Реал Мадрид» та національної збірної Аргентини. 2024 року англійська газета Ґардіан назвала його одним із найкращих гравців світу, народжених у 2007 році.

## Клубна кар'єра

### Ранні роки
Мастантуоно народився та виріс у місті Асуль у провінції Буенос-Айрес в Аргентині. Паралельно з футболом цікавився тенісом та був гравцем національного рівня серед юнаків, входячи до десятки найкращих у своїй категорії.
Мастантуоно розпочав свою футбольну кар'єру у віці трьох років, граючи за команду «Рівер де Асуль», де тренером був його батько. У 2017 році його запросили на перегляд до місцевого гранду, клубу «Рівер Плейт», але, незважаючи на пропозицію, він відмовився, оскільки його родина хотіла, щоб він продовжив кар'єру в тенісі. Натомість він з наступного року грав у академії клубу «Сементо».

### «Рівер Плейт»
Два роки по тому, у 2019 році, Мастантуоно вирішив прийняти пропозицію «Рівер Плейта» і перейшов до клубу з Буенос-Айреса, де вперше зіграв за молодіжну команду в їхній останній грі сезону 2019 року, вигравши з командою чемпіонат Аргентини. Наступного року його заявили для участі в змаганнях АФА, але сезон був перерваний через пандемію COVID-19 в Аргентині.
Мастантуоно продовжив свій прогрес в академії «Рівер Плейт» і в серпні 2023 року підписав свій перший контракт з клубом — дворічний контракт з відступною клаусулою в 30 мільйонів євро. Наступного місяця його вперше викликав на тренування до основної команди тренер Мартін Демікеліс.
Наступного року Мастантуоно був включений до складу команди «Рівер Плейт» для передсезонної підготовки. Він неофіційно дебютував за клуб у товариському матчі проти мексиканської команди «Монтеррей», а потім зіграв ще один товариський матч проти «Пачуки». Наприкінці січня 2024 року він став третім наймолодшим гравцем «Рівер Плейт», які дебютували в офіційних змаганнях, поступаючись лише Омару Россі та Матео Мусаккіо, коли вийшов на поле на заміну у другому таймі замість Факундо Колідіо в матчі Кубка Професіональної Ліги проти «Аргентінос Хуніорс» (1:1).
8 лютого 2024 року Мастантуоно забив свій перший гол за клуб у переможному матчі Кубка Аргентини проти «Екскурсіоністаса» (3:0), коли на 68-й хвилині з льоту пробив повз воротаря суперників Науеля Кахаля. Таким чином у віці 16 років, 5 місяців і 24 днів він став наймолодшим бомбардиром в історії «Рівера», побивши рекорд ікони клубу Хав'єра Савіоли. Тим не менш Демікеліс ігнорував заклики вболівальників давати Мастантуоно грати більше, а колишній захисник «Рівер Плейт» Рейнальдо Мерло заявив, що, хоча Франко і продемонстрував свої здібності, він не готовий регулярно грати на полі. Лише після того, як Демікеліс пішов, його наступник Марсело Гальярдо став регулярно випускати Мастантуоно на поле. У Суперкласіко півзахисник забив штрафний удар з 28 метрів у верхній лівий кут, ставши другим наймолодшим гравцем, який забив у Суперкласіко, та наймолодшим гравцем «Рівер Плейт», який це робив. 19 березня 2024 року він продовжив контракт з рідним клубом на один сезон, до грудня 2026 року, і збільшив свою клаусулу до 45 мільйонів євро, що стало найвищим показником в аргентинському футболі.

### «Реал Мадрид»
13 червня 2025 року клуб іспанської Ла Ліги «Реал Мадрид» оголосив, що Мастантуоно приєднається до клубу у свій 18-й день народження, 14 серпня, підписавши шестирічний контракт. Вартість угоди становила 45 млн євро, оскільки мадридський клуб активував його відступну вартість.

## Міжнародна кар'єра
Мастантуоно народився в Аргентині, але має італійське походження та подвійне аргентинсько-італійське громадянство. Вперше його викликав до юнацької збірної Аргентини до 17 років тренер Пабло Аймар, коли йому було лише п'ятнадцять років. У 2023 році він зіграв з цією командою на юнацькому чемпіонаті світу в Індонезії, де Аргентина посіла 4 місце, а Мастантуоно виходив на поле в кожному матчі, окрім грі за третє місце.
Його вражаючі виступи у складі молодіжних команд «Рівер Плейт» привернули увагу тренера молодіжної збірної Аргентини до 20 років Хав'єра Маскерано, який викликав його на тренування з командою в середині 2022 року. З цією командою у 2025 році Франко став фіналістом молодіжного чемпіонату Південної Америки.
Наприкінці травня 2025 року Мастантуоно отримав свій перший виклик до національної збірної Аргентини від Ліонеля Скалоні на відбіркові матчі до чемпіонату світу 2026 року проти Чилі та Колумбії. 5 червня, він дебютував за національну збірну, замінивши Тьяго Альмаду у виїзному матчі проти Чилі, який завершився перемогою з рахунком 1:0, ставши наймолодшим дебютантом своєї збірної у віці 17 років і 296 днів, перевершивши попередній рекорд, встановлений Адольфо Гейзінгером, що тримався понад сто років.

## Стиль гри
Лівоногого півзахисника Мастантуоно тренер молодіжної команди «Рівер Плейта» Мартін Пеллегріно описував як гравця, здатного грати на позиції енганче, плеймейкера або нападника. Помічник головного тренера резервної команди «Рівер Плейта» Пабло Фернандес також високо оцінив його точність ударів, а також здатність забивати зі штрафних ударів та обігравати гравців один на один. Сам Мастантуоно заявив, що він рівняється на форвардів «Рівер Плейт» Ігнасіо Фернандеса та Матіаса Суареса, а також на свого співвітчизника-аргентинця Хуліана Альвареса та таких гравців, як Філ Фоден та Неймар, і намагається запозичити з них свій стиль гри.

## Досягнення
- Володар Суперкубка Аргентини: 2023[23]